# Morinda yucatanensis
Morinda yucatanensis är en måreväxtart som beskrevs av Jesse More Greenman. Morinda yucatanensis ingår i släktet Morinda och familjen måreväxter. Inga underarter finns listade i Catalogue of Life.